# 慈溪火车站 (地铁)
慈溪火车站是浙江省慈溪市建设中的一座地下市域铁路车站，属于宁波轨道交通10号线。车站计划于2026年底启用。

## 车站形制
慈溪火车站位于慈溪市坎墩街道新周家路江西侧、三塘横江北侧，沿老周家路江南北向布置，与通苏嘉甬铁路十字交叉，服务于铁路慈溪站。车站为地下二层岛式车站，长512.2米，宽22米，总建筑面积为30140平方米。站后设置停车线兼折返线。

## 出口
慈溪火车站规划设置6个出口。